# Karná, Humenné
Karná este o comună slovacă, aflată în districtul Humenné din regiunea Prešov. Localitatea se află la altitudinea de 188 m deasupra n.m., se întinde pe o suprafață de 10,21 km2 și în 2017 număra 461 de locuitori.

## Istoric
Localitatea Karná este atestată documentar din 1543.

## Demografie
| An:                | 1994 | 2004   | 2014   | 2024 |
| ------------------ | ---- | ------ | ------ | ---- |
| Număr de persoane: | 435  | 447    | 457    | 457  |
| Diferență:         |      | +2,75% | +2,23% | +0%  |

| An:                | 2023 | 2024   |
| ------------------ | ---- | ------ |
| Număr de persoane: | 461  | 457    |
| Diferență:         |      | −0,86% |